# Трудки
Трудки — деревня в Покровском районе Орловской области.

## География

### Улицы
- ул. Зелёная
- ул. Мира
- ул. Раздольная
- пер. Березовый

## История
Деревня Трудки была известна в Покровском районе тем, что туда свозили со всего района зерно, так как на её территории имелось несколько мельниц.
Во время Великой Отечественной войны на её территории велись бои. С ноября 1941 по февраль 1943 года деревня была оккупировано фашистами. За связь с партизанами каратели сожгли около тысячи домов, зверски казнили более ста мирных жителей.
После войны многие жители Трудков перебрались в районный центр посёлок городского типа Покровское. Также ещё до войны и после люди уезжали из Трудок и близлежащих деревень на такие стройки СССР как Магнитогорск и Сталиногорск (ныне Новомосковск).
Ныне идёт возрождение деревни, и по программе правительства вблизи Трудков строится большой свиноводческий комплекс.

## Население
| 2010 |
| ---- |
| 42   |